# YY1
YY1 (Yin Yang 1) là một protein ở người được mã hóa bởi gen YY1.

## Tương tác
YY1 đã cho thấy có tương tác với:
- ATF6,[6]
- EP300,[7][8]
- FKBP3,[9]
- HDAC3,[7][10]
- Histone deacetylase 2,[7][10][11]
- Myc,[12]
- NOTCH1,[13]
- RYBP,[14] và
- SAP30.[15]
- Seryl-tRNA Synthetase.[16]